# Líneas Aéreas Postales Españolas
Las Líneas Aéreas Postales Españolas (LAPE) fue una compañía aérea fundada en 1932, durante la época de la II República. Desapareció tras el final de la guerra civil española.

## Historia

### Orígenes
Las consecuencias de la depresión económica de 1929 hicieron que el Estado considerara necesario intervenir a fin de ordenar el caótico desarrollo de los primeros enlaces aéreos y evitar la quiebra de las pequeñas compañías existentes. Así, en 1929, Unión Aérea Española, Iberia LAE, Compañía Española de Tráfico Aéreo y Transaérea Colón de dirigibles formaron CLASSA (Concesionaria de Líneas Aéreas Subvencionadas, S.A.), cuyo nombre demuestra claramente su naturaleza.
En 1919 había aparecido el servicio aeropostal, un servicio que la Dirección General de Correos y Telégrafos encargó inicialmente a la compañía francesa Latécoère y que una década después pasó a CLASSA.

### Historial de operaciones
Ya instaurada la Segunda República, la insuficiencia de la capitalización aportada por los socios de CLASSA hizo necesaria una aportación financiera del Estado, con lo que el 23 de septiembre de 1931 se declaró nulo el contrato entre CLASSA y el Estado y la empresa fue expropiada. Sus bienes fueron incautados y traspasados a una sociedad mercantil de nueva creación llamada Líneas Aéreas Postales Españolas (LAPE), la cual contaba con un 55 % de capital estatal, y que vio reconocidos sus derechos de explotación por la Ley de 8 de abril de 1932. Todos los accionistas de CLASSA recibieron una indemnización por ello.
Debido la situación inicial de reestructuración, entre 1932 y 1933 los servicios aéreos de LAPE quedaron restringidos a las líneas de Madrid-Sevilla y Madrid-Barcelona. En marzo de 1934 se reiniciaron los vuelos a las Islas Canarias y unos pocos meses más tarde quedó inaugurada la Línea Madrid-Valencia. Al año siguiente se les unirían las líneas Barcelona-Palma de Mallorca, Barcelona-Valencia y Valencia-Palma de Mallorca, aunque sufrieron algunas interrupciones. Para junio de 1936 la ruta a las Canarias incluía conexiones entre Las Palmas y Tenerife. Ante las sospechas de un posible golpe de Estado militar, en abril de ese año el Comandante de Aviación Carlos Núñez Mazas fue nombrado Presidente de LAPE por el entonces Director General de Aeronáutica, el general Miguel Núñez de Prado, con el objetivo de asegurarse la fidelidad al gobierno de los pilotos y operarios de la compañía.
A mediados de 1936, LAPE poseía una flota de 18 aviones. La base de ésta la formaban los aparatos De Havilland DH.89 Dragon Rapide (8 plazas) y Fokker F.VIIA/3m trimotor (15 plazas). Además, LAPE contrató con la compañía CASA la construcción de dos hidroaviones Dornier Do J Wal, similares a los utilizados por las Aeronáuticas Militar y Naval españolas, y también los trimotores alemanes Junkers G 24. Como parte de la modernización de la flota, el primer Douglas DC-2 llegó a Madrid-Barajas en marzo de 1935.

### Guerra Civil y desaparición
Tras el estallido de la guerra civil española la compañía continuó operando de forma intermitente, aunque gran parte de los aviones de su flota fueron requisados por las Fuerzas Aéreas de la República Española y empleados como transportes militares. LAPE mantuvo operativos los enlaces de otros puntos de la zona republicana con su base principal en Madrid-Barajas, y la Línea Madrid-Barcelona continuó operativa e incluso se extendió hasta Toulouse. También se mantuvo operativa una línea aérea entre Madrid y Santander (que se encontraba aislado de la restante zona republicana) hasta mediados de 1937, cuando la región santanderina cayó en manos del Bando sublevado.
Sin embargo, las batallas aéreas alrededor de Madrid crearon numerosos problemas a los pilotos de la LAPE, lo que obligó a reemplazar la línea Madrid-Barcelona por el enlace Barcelona-Albacete. A finales de febrero de 1939 el Coronel Núñez Mazas ordenó la concentración de la flota de transporte de LAPE en Monóvar, para poder tenerlos bajo su control y evitar que cayesen en manos enemigas. Ello permitió la evacuación de numerosos líderes, militares y funcionarios republicanos en los últimos días de la contienda. Con la derrota militar de la Segunda República, la compañía desapareció y los restantes aviones de la flota de LAPE fueron repintados con los símbolos de Iberia.

## Estructura y organización

### Destinos
Antes del estallido de la Guerra Civil, LAPE mantenía tres redes aéreas principales:
- Una red peninsular, que mantenía distintas conexiones entre Sevilla, Valencia, Barcelona-El Prat, Mallorca y Madrid-Barajas.
- Una red del Norte de África (protectorado español de Marruecos) y Canarias, con la ruta aérea Madrid-Larache-Cabo Juby-Las Palmas.
- Una red europea con enlaces a París, Lisboa, Londres y Berlín.

### Flota de aviones
Alemania
- Junkers G 24ge
- CASA-Dornier Do J Wal

 Italia
- Savoia-Marchetti SM.62P (EC-AMM)

 Estados Unidos
- Curtiss Eagle III
- Douglas DC-1
- Douglas DC-2
- Ford Trimotor
- General Aviation GA-43
- Northrop Delta
- Spartan Executive
- Vultee V-1

 Francia
- Caudron C.445 Goéland
- Breguet 470 T Fulgur

 Reino Unido
- Airspeed AS.6 Envoy
- British Aircraft Eagle
- De Havilland DH.80 Puss Moth
- De Havilland DH.89 Dragon Rapide

 Países Bajos
- Fokker F.VIIa/3m/b3m
- Fokker F.XX

## Galería

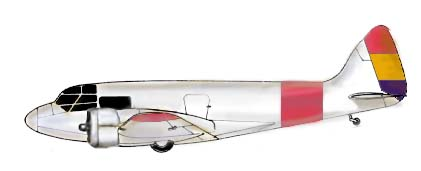
Airspeed Envoy operado por las FARE durante la Guerra Civil
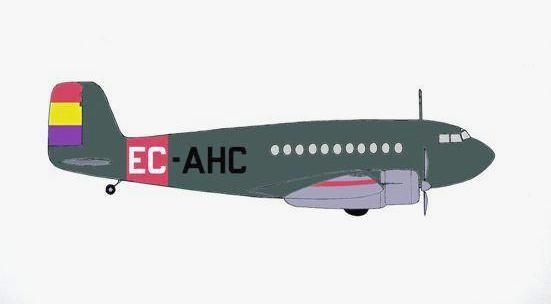
El Breguet 470 Fulgur de LAPE que volaba la línea Barcelona-Toulouse y escapó a Francia al final de la Guerra Civil
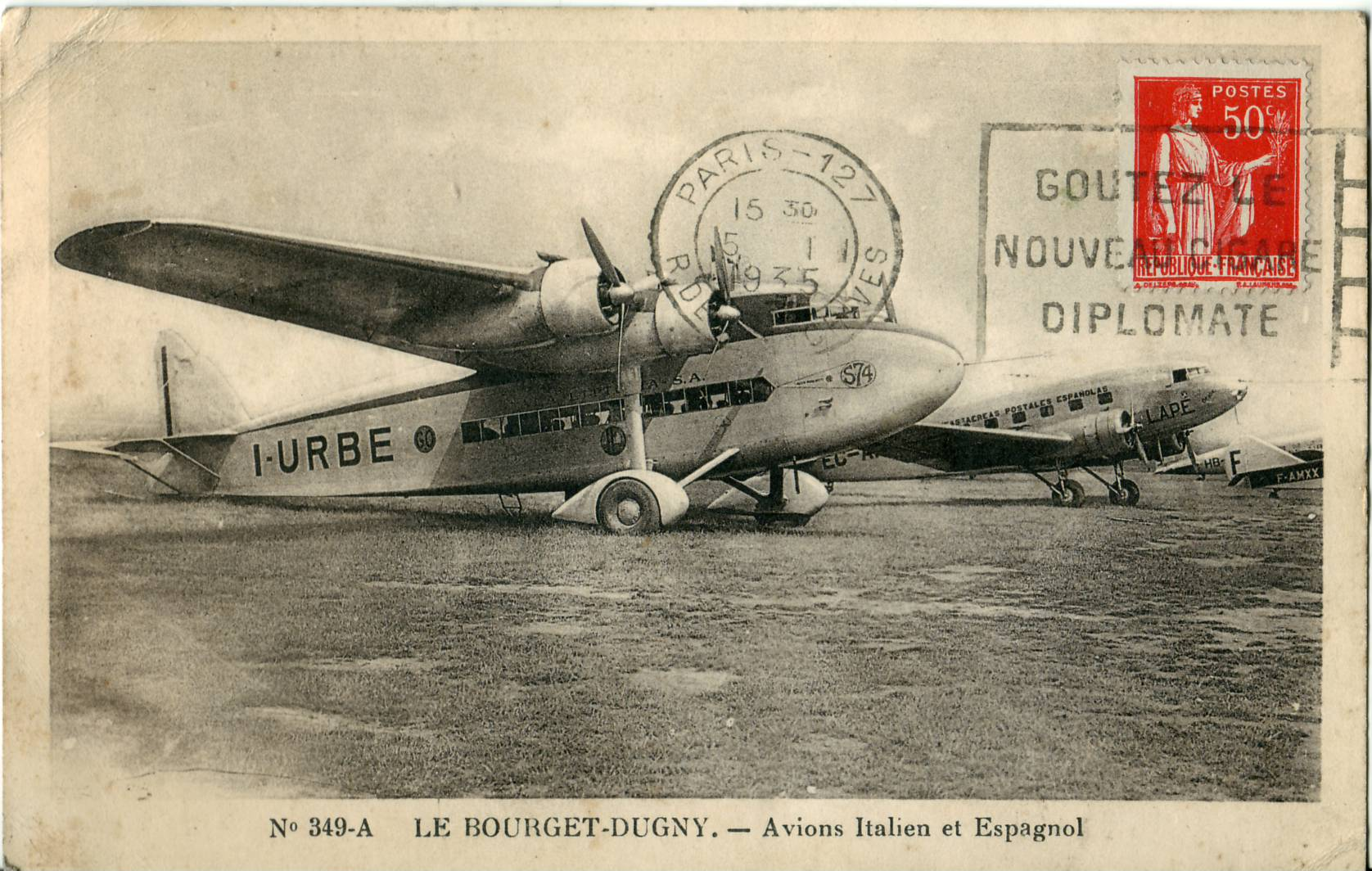
DC-2 de LAPE junto a un Savoia-Marchetti S.74 en Le Bourget
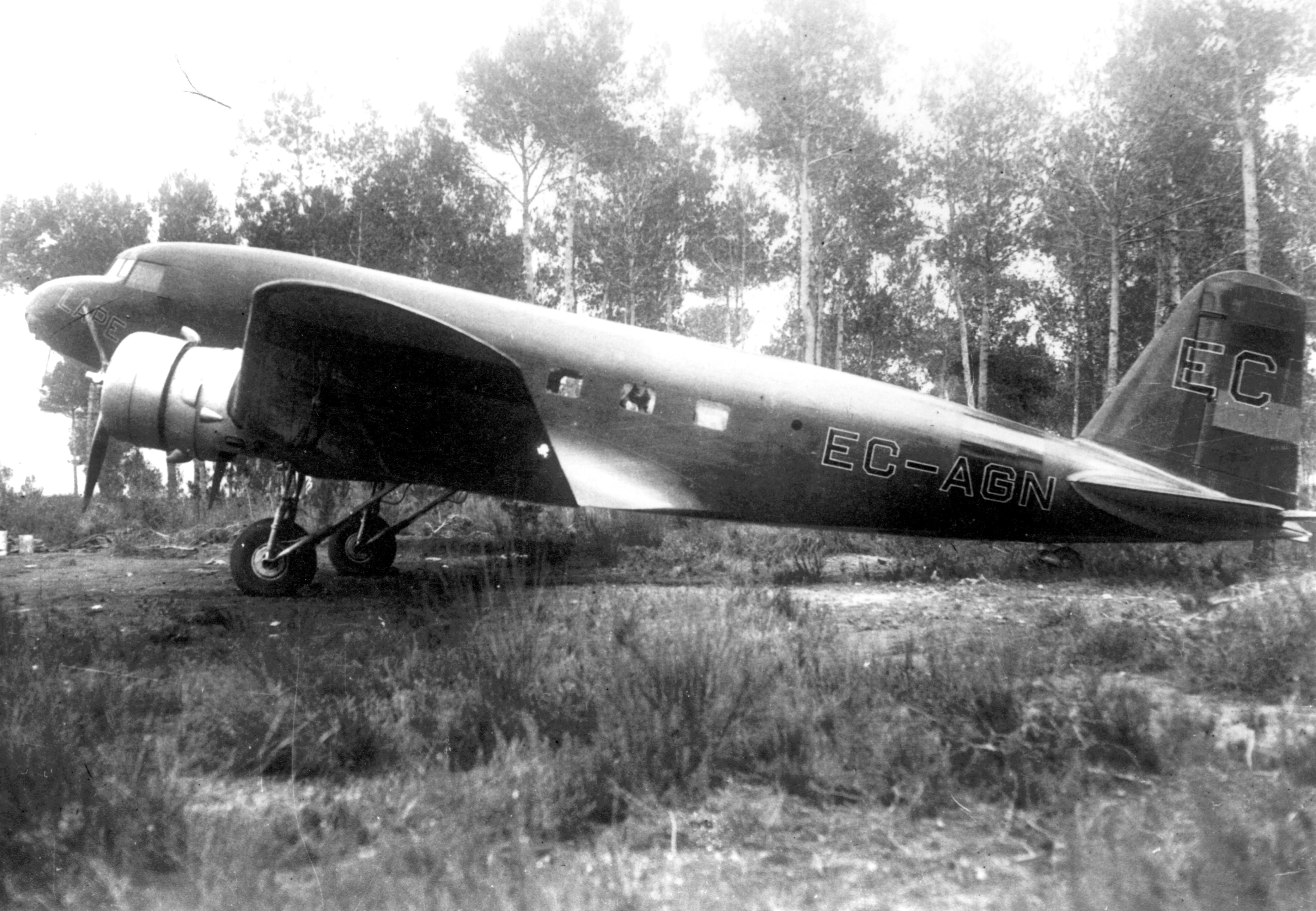
Douglas DC-1 EC-AGN de LAPE militarizado
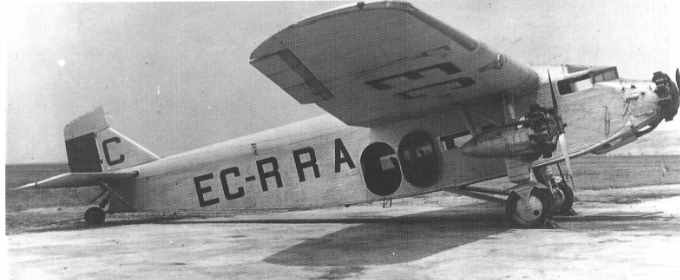
Ford Trimotor de LAPE, matrícula EC-RRA
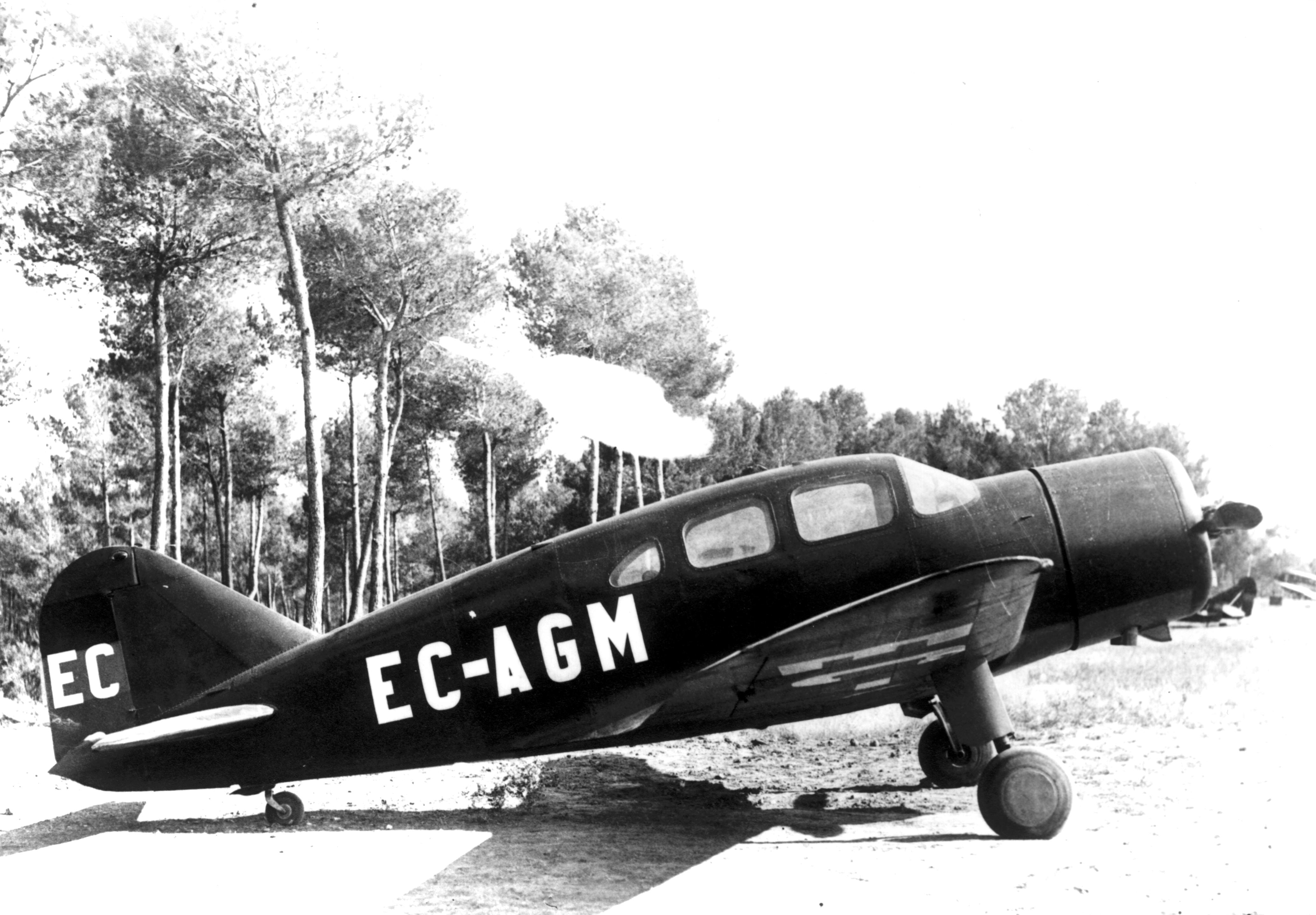
Spartan 7W Executive, utilizado por LAPE,matrícula EC-AGM